# Мышанка (учебный центр)
Мы́шанка — учебный центр Ракетных войск стратегического назначения, Белоруссия, Гомельская область, Петриковский район, в/ч 78424.

## История
В июне 1946 года в Котовске Одесской области на базе расформированной 4-й гвардейской штурмовой авиационной дивизии 5-го штурмового авиационного корпуса была сформирована 8-я школа младших авиационных специалистов. Основу школы составляли офицеры-выпускники Вольской военной школы авиационных механиков ВВС. Первым командиром части был назначен полковник Марченко Петр Гаврилович.
Уже в июле 1946 года принято первое пополнение из расформированных воинских частей аэродромного обеспечения и с 1 сентября начата подготовка младших авиационных специалистов.
1 июля 1948 года вручено Боевое Знамя части и директивой Главного штаба ВВС установлен годовой праздник части — 18 августа.
25 июля 1951 года 8-я школа младших авиационных специалистов реорганизована в 8-ю военную школу авиационных механиков ВВС, а 25 февраля 1954 года — в школу по подготовке авиационных механиков-электриков.
В марте 1960 года школа была передана в состав РВСН и в октябре того же года впервые произведён выпуск офицеров и сержантов стартовых технических команд ракетных комплексов Р-12. В эти годы школой командовали полковники Балабанов Роман Максимович (декабрь 1948 — ноябрь 1951 гг.), Маркелов Павел Петрович (ноябрь 1951 — декабрь 1955 гг.), Осетров Иван Васильевич (декабрь 1955 — март 1958 гг.).
В декабре 1960 года — январе 1961 года 8-я военная авиационная школа механиков была передислоцирована в Забайкальский Военный округ на ст. Даурия Борзинского района Читинской области и переформирована в учебный центр Ракетных войск (войсковая часть 78424). Боевое Знамя вручено 4 апреля 1962 года.
Становление учебного центра на новом месте было нелёгким, формирование проходило в трудных условиях: сказывался тяжёлый, по сравнению с югом Украины, климат. Не было литературы, тренажёров и, тем более, образцов нового вооружения. Значительные трудности в организации обучения личного состава были связаны ещё и с тем, что большая часть офицерского состава даже отдалённо не была знакома с ракетной техникой. Тем не менее, у личного состава был высочайший подъём в изучении и освоении нового вооружения, методов его боевого применения. В кратчайшие сроки в сложных климатических условиях невероятными усилиями всего коллектива офицеров и личного состава учебного центра были созданы учебная база для подготовки специалистов-ракетчиков и необходимые бытовые условия. В считанные месяцы в забайкальских степях вырос уютный благоустроенный военный городок. В это время учебным центром командовал генерал-майор Павленко Иван Сергеевич (март 1958 — июль 1962 гг.).
Несмотря на сложность периода становления части и полное отсутствие тренажных средств, понимая необходимость качественной подготовки высококвалифицированных специалистов, офицеры находили время для совершенствования учебной базы и рационализаторской работы. Вспоминает заместитель начальника учебного отдела подполковник Богославец Я.Л: «Отсутствие образцов вооружения и эксплуатационной литературы постоянно толкало нас на разработку различных тренажеров, чтобы качественно обучить курсантов. Один из таких тренажеров был изготовлен практически из простейших материалов, но он отражал всю сложность образца вооружения и эффективно использовался в учебном процессе. Методы обучения на нём были продемонстрированы старшим начальникам, которых тренажер заинтересовал. Доставку тренажера в город Москву было поручено мне, а так как он был громоздким, то пришлось его разобрать на составные части. При перевозке отдельные блоки не удалось уберечь от поломок и их пришлось восстанавливать уже в Москве. Впоследствии данный тренажер был рекомендован к обучению во всех школах соответствующего профиля.»
В 1962 году учебный центр посетил Первый заместитель Главнокомандующего РВСН генерал-полковник Толубко В. Ф., в 1963 году — заместители Министра обороны СССР Маршалы Советского Союза Чуйков В. И. и Москаленко К. С., в 1964 году — Главнокомандующий РВСН Маршал Советского Союза Крылов Н. И.
Новое поколение вооружения, поступающее в войска, потребовало пересмотра системы подготовки младших военных специалистов. В декабре 1964 года учебный центр передислоцируется в Белорусский военный округ (ст. Мышанка, Петриковского района Гомельской области), выводится из центрального подчинения и передаётся в состав Смоленской ракетной армии. Именно здесь была создана соответствующая новейшим образцам вооружения учебно-материальная база. В учебный процесс были внедрены передовые методы обучения с использованием технических средств обучения.
В этот период учебным центром командовали: генерал-майоры Афанасьев Михаил Иванович (июль 1962 — июнь 1969 гг.), Приходько Петр Михайлович (июнь 1969 — июнь 1975 гг.), Рыбалко Петр Петрович (июнь 1975 — март 1981 гг.), Воронич Глеб Борисович (март 1981 — октябрь 1984 гг.), полковники Фомин Валерий Михайлович (октябрь 1984 — июнь 1988 гг.), Долгополый Василий Николаевич (июнь 1988 — июль 1990 гг.), Малеин Юрий Борисович (июль 1990 — октябрь 1993 гг.).
В связи с распадом СССР в 1993 году учебный центр был передислоцирован в г. Капустин Яр Астраханской области и переведён на новый штат (войсковая часть 04153). Подготовка специалистов-энергетиков была передана в Плесецкий УЦ. Начальником центра был назначен полковник Максимов Николай Викторович (октябрь 1993 — июнь 1997 гг.).
В этот период большой вклад в становление части, создание учебно-материальной базы, бытовых условий для личного состава и внесли заместитель начальника полигона по боевой подготовке полковник Гордиенко Б. Н. и начальник учебного центра полковник Максимов Н. В. Костяком командно-преподавательского состава передислоцированного учебного центра стали офицеры и прапорщики, прибывшие служить в Вооружённые Силы РФ с территории Белоруссии и Украины. За короткий период учебный центр подготовил более 7000 специалистов.